# Circuitos Patrimoniales (Chile)
Circuitos Patrimoniales es una iniciativa que se crea el año 2009, en una colaboración entre la Fundación Chile Patrimonial y el Consejo de Monumentos Nacionales. Como parte de la iniciativa se desarrollaron diferentes recorridos en torno a edificaciones y lugares con valor patrimonial. La primera etapa se inició con la creación de un sitio web y la impresión de un folleto que se repartió en mayo de 2010, para el «Día del Patrimonio Cultural». La segunda etapa contó con el apoyo del FONDART, en la cual se profundizaron los contenidos elaborados en la primera etapa.
El recorrido establecido a través de Circuitos Patrimoniales, para el caso del recorrido en Santiago Centro, se superpone con la ruta generada por la iniciativa Santiago Patrimonial, generando un solapamiento de ambas iniciativas.

## Circuitos Patrimoniales
Para esta iniciativa se han definido a la fecha ocho «Circuitos Patrimoniales»:

### Circuito Patrimonial Santiago: Santiago Centro
Monumentos y edificios históricos del Circuito Patrimonial Santiago: Santiago Centro

#### La Moneda–Bolsa de Comercio: Sub-circuito C1-R1[4]
| #  | Edificio                                                   | Patrimonio | Monumentos                                                                                              |
| -- | ---------------------------------------------------------- | ---------- | --- |
| 01 | Real Casa de Moneda (actual Palacio de La Moneda)          | Sí         | Ficha (enlace roto disponible en Internet Archive; véase el historial, la primera versión y la última). |
| 02 | Centro Cultural Palacio de La Moneda                       |            | |
| 03 | Contraloría General de la República                        |            | |
| 04 | Hotel Carrera (actual Ministerio de Relaciones Exteriores) |            | |
| 05 | Edificio del Banco Central                                 | No         | |
| 06 | Intendencia Metropolitana (ex Diario Ilustrado)            | Sí         | Ficha (enlace roto disponible en Internet Archive; véase el historial, la primera versión y la última). |
| 07 | Iglesia de Las Agustinas                                   | Sí         | Ficha (enlace roto disponible en Internet Archive; véase el historial, la primera versión y la última). |
| 08 | Edificio Bolsa de Comercio                                 | Sí         | Ficha (enlace roto disponible en Internet Archive; véase el historial, la primera versión y la última). |
| 09 | Club de la Unión                                           | Sí         | Ficha (enlace roto disponible en Internet Archive; véase el historial, la primera versión y la última). |
| 10 | Casa Central de la Universidad de Chile                    | Sí         | Ficha (enlace roto disponible en Internet Archive; véase el historial, la primera versión y la última). |
| 11 | Instituto Nacional General José Miguel Carrera             |            | |
| 12 | Cripta de Bernardo O'Higgins                               |            | |

#### Santa Lucía y alrededores: Sub-circuito C1-R2[6]
| #  | Edificio                                                             | Patrimonio | Monumentos                                                                                              |
| -- | -------------------------------------------------------------------- | ---------- | --- |
| 01 | Cerro Santa Lucía                                                    |            | |
| 02 | Archivo Nacional                                                     |            | |
| 03 | Biblioteca Nacional                                                  | Sí         | Ficha (enlace roto disponible en Internet Archive; véase el historial, la primera versión y la última). |
| 04 | Club de la República Gran Logia de Chile                             |            | |
| 05 | Iglesia y Convento de San Francisco                                  | Sí         | Ficha (enlace roto disponible en Internet Archive; véase el historial, la primera versión y la última). |
| 06 | Londres 40 (ex 38)                                                   |            | |
| 07 | Sede Sociedad Chilena de Historia y Geografía (actual Londres 65-67) |            | |
| 08 | Teatro Municipal                                                     | Sí         | Ficha (enlace roto disponible en Internet Archive; véase el historial, la primera versión y la última). |
| 09 | Casonas Subercaseaux                                                 | Sí         | |
| 10 | Monumento de la Colonia Argentina al Centenario                      |            | |
| 11 | Iglesia de San Agustín                                               | Sí         | Ficha (enlace roto disponible en Internet Archive; véase el historial, la primera versión y la última). |

#### Parque Forestal – Barrio Lastarria: Sub-circuito C1-R3[7]
| #  | Edificio                                                            | Patrimonio | Monumentos |
| -- | ------------------------------------------------------------------- | ---------- | ---------- |
| 01 | Museo Nacional de Bellas Artes                                      | Sí         |            |
| 02 | Museo de Arte Contemporáneo (MAC)                                   |            |            |
| 03 | Monumento de la Colonia Francesa al Centenario de la República      |            |            |
| 04 | Palacio Bruna                                                       |            |            |
| 05 | Monumento de la Colonia Alemana al Centenario de la República       |            |            |
| 06 | Sede nacional del Colegio de Arquitectos de Chile A.G.              |            |            |
| 07 | Edificio Diego Portales, actual Centro Cultural Gabriela Mistral    |            |            |
| 08 | Iglesia de la Veracruz                                              |            |            |
| 09 | Museo Arqueológico de Santiago (MAS) Museo de Artes Visuales (MAVI) |            |            |

#### Estación Mapocho – Mercado Central: Sub-circuito C1-R4[8]
| #  | Edificio                                                                 | Patrimonio | Monumentos                                                                                              |
| -- | ------------------------------------------------------------------------ | ---------- | --- |
| 01 | Posada el Corregidor                                                     |            | |
| 02 | Mercado Central                                                          | Sí         | Ficha (enlace roto disponible en Internet Archive; véase el historial, la primera versión y la última). |
| 03 | Estación Mapocho, actual Centro Cultural Estación Mapocho                |            | |
| 04 | Hotel Bristol, actuales oficinas de la ilustre Municipalidad de Santiago |            | |
| 05 | Unidad de Crédito Prendario (DIPREC)                                     |            | |
| 06 | "Donde el monito golpea la puerta"                                       |            | |
| 07 | Iglesia de Santo Domingo                                                 |            | |
| 08 | Iglesia de San Pedro                                                     |            | |

#### Plaza de Armas y su entorno: Sub-circuito C1-R5[9]
| #  | Edificio                                                                      | Patrimonio | Monumentos                                                                                              |
| -- | ----------------------------------------------------------------------------- | ---------- | --- |
| 01 | Municipalidad de Santiago                                                     | Sí         | Ficha (enlace roto disponible en Internet Archive; véase el historial, la primera versión y la última). |
| 02 | Palacio de la Real Audiencia y Cajas Reales (actual Museo Histórico Nacional) | Sí         | Ficha (enlace roto disponible en Internet Archive; véase el historial, la primera versión y la última). |
| 03 | Edificio de Correos                                                           | Sí         | Ficha                                                                                                   |
| 04 | Catedral de Santiago                                                          | Sí         | Ficha (enlace roto disponible en Internet Archive; véase el historial, la primera versión y la última). |
| 05 | Palacio Edwards (actual Academia Diplomática)                                 | Sí         | Ficha (enlace roto disponible en Internet Archive; véase el historial, la primera versión y la última). |
| 06 | Ex Congreso Nacional                                                          | Sí         | Ficha                                                                                                   |
| 07 | Palacio La Alhambra (actual Sociedad Nacional de Bellas Artes)                | Sí         | |
| 08 | Palacio Matte (actual Escuela de Gobierno y Gestión Pública)                  |            | |
| 09 | Iglesia de Santa Ana                                                          | Sí         | |
| 10 | Palacio Pereira                                                               | Sí         | |
| 11 | Palacio de Tribunales de Justicia                                             | Sí         | Ficha                                                                                                   |
| 12 | Palacio de la Real Aduana (actualmente Museo Chileno de Arte Precolombino)    | Sí         | Ficha                                                                                                   |
| 13 | Palacio Arzobispal                                                            | Sí         | Ficha (enlace roto disponible en Internet Archive; véase el historial, la primera versión y la última). |
| 14 | Casa Colorada                                                                 | Sí         | Ficha (enlace roto disponible en Internet Archive; véase el historial, la primera versión y la última). |
| 15 | Iglesia de La Merced                                                          | Sí         | Ficha (enlace roto disponible en Internet Archive; véase el historial, la primera versión y la última). |